# Kupa e Shqipërisë 1994-1995
La Coppa d'Albania 1994-1995 è stata la 43ª edizione della competizione. Il torneo è cominciato nell'agosto 1994 ed è terminato il 31 maggio 1995. La squadra vincitrice si qualifica per il primo turno della Coppa UEFA 1995-1996. Il Teuta ha vinto il trofeo per la prima volta.

## Sedicesimi di finale
Le partite si sono giocate nell'agosto e nel settembre 1994.
| Squadra 1        | Totale | Squadra 2         | Andata | Ritorno |
| ---------------- | ------ | ----------------- | ------ | ------- |
| Shkumbini        | 0-3    | Teuta             | 0-2(a) | 0-1     |
| Kastrioti        | 1-6    | Tirana            | 0-2    | 1-4     |
| Bylis Ballsh     | 0-8    | Flamurtari Valona | 0-3    | 0-5     |
| Kopliku          | 1-8    | Vllaznia          | 1-4    | 0-4     |
| Naftetari Kucove | 3-11   | Albpetrol         | 2-6    | 1-5     |
| Amaro Divas      | 1-7    | Partizani Tirana  | 0-4    | 1-3     |
| Rrësheni         | 0-5    | Dinamo Tirana     | 0-1    | 0-4     |
| Skënderbeu       | 1-7    | Elbasani          | 0-3    | 1-4     |
| Përmeti          | 3-7    | Apolonia Fier     | 0-1    | 3-6     |
| Korabi           | 1-8    | Besëlidhja        | 0-2    | 1-6     |
| Pogradeci        | 0-2    | Besa Kavajë       | 0-1    | 0-1     |
| Kukësi           | 1-5    | Laçi              | 1-1    | 0-4     |
| Butrinti         | 1-5    | Shqiponja         | 1-3    | 0-2(a)  |
| Burreli          | 4-5    | Iliria            | 2-1    | 2-4     |
| Tomori           | 4-0    | Lushnja           | 3-0    | 1-0     |
| Gramozi          | 3-5    | Sopoti            | 3-1    | 0-4     |

## Ottavi di finale
Tutte le sedici squadre della Kategoria e Parë 1994-1995 e della Kategoria e Parë entrano in questo turno. Le partite si sono giocate nel gennaio 1995.
| Squadra 1         | Totale | Squadra 2            | Andata | Ritorno |
| ----------------- | ------ | -------------------- | ------ | ------- |
| Elbasani          | 3-2    | Besëlidhja           | 2-2    | 1-0     |
| Apolonia Fier     | 2-1    | Albpetrol            | 1-0    | 1-1     |
| Partizani Tirana  | 3-1    | Laçi                 | 2-1    | 1-0     |
| Tirana            | 7-4    | Sopoti               | 5-1    | 2-3     |
| Teuta             | 3-2    | Tomori               | 3-1    | 0-1     |
| Flamurtari Valona | 3-2    | Iliria               | 1-0    | 2-2     |
| Dinamo Tirana     | 2-1    | Besa Kavajë          | 1-0    | 1-1     |
| Vllaznia          | 1-1    | Shqiponja/ Luftëtari | 0-0    | 1-1     |

## Quarti di finale
Le partite di andata si sono giocate il ?, quelle di ritorno il ?.
| Squadra 1        | Totale | Squadra 2         | Andata | Ritorno |
| ---------------- | ------ | ----------------- | ------ | ------- |
| Elbasani         | 1-4    | Tirana            | 1-1    | 0-3     |
| Apolonia Fier    | 3-4    | Teuta             | 2-1    | 1-3     |
| Partizani Tirana | 3-1    | Vllaznia          | 2-0    | 1-1     |
| Dinamo Tirana    | 2-2    | Flamurtari Valona | 1-0    | 1-2     |

## Semifinali
Le partite di andata si sono giocate il ?, quelle di ritorno il ?.
| Squadra 1 | Totale | Squadra 2        | Andata | Ritorno |
| --------- | ------ | ---------------- | ------ | ------- |
| Tirana    | 2-0    | Partizani Tirana | 2-0    | 0-0     |
| Teuta     | 3-1    | Dinamo Tirana    | 3-0    | 0-1     |

## Finale
| Arbitro: | Bujar Pregja |

|                                         |                      |                                              |
| Abazi Koça Alliu Vila Bushi Qendro Dobi | Tiri di rigore 4 – 3 | Minga Prenga Malko Fortuzi Mema Kola Baholli |